# Robert Fuest
Robert Fuest est un réalisateur et scénariste britannique né le 30 septembre 1927 à Londres, et mort le 21 mars 2012.
Il est célèbre pour avoir réalisé avec Vincent Price, L'Abominable Dr Phibes  en 1971.

## Filmographie

### En tant que réalisateur
- 1967 : Just Like a Woman (+ scénariste)
- 1970 : And Soon the Darkness
- 1970 : Les Hauts de Hurlevent
- 1971 : L'Abominable Dr Phibes (The Abominable Dr. Phibes)
- 1972 : Le Retour de l'abominable Docteur Phibes (Dr. Phibes Rises Again) (+ scénariste)
- 1973 : Les Décimales du futur (The Final Programme) (+ scénariste)
- 1975 : La Pluie du diable (The Devil's Rain)
- 1977 : Three Dangerous Ladies (en) (+ scénariste)
- 1980 : Les Envoûtées de Stepford (Revenge of the Stepford Wives) (téléfilm)
- 1981 : The Big Stuffed Dog (en) (téléfilm)
- 1982 : Aphrodite

## Sources
- Olivier Père, « Robert Fuest (1927-2012) », Blog d'Olivier Père,‎ 14 mai 2012 (lire en ligne, consulté le 14 mai 2012)